# Toupie
La toupie è un utensile a motore elettrico, in particolare è un tipo di fresatrice, usata nella lavorazione del legno per profilare dei pannelli in legno o truciolare o per ricavare delle fresate su un pannello (per esempio per inserire degli schienali).

## Caratteristiche
È generalmente composta da un motore elettrico di grossa potenza sul quale è innestata una fresa sporgente da un banco di lavoro. Appoggiando il pezzo sul banco e spingendolo contro la fresa in movimento, grazie a delle guide di riferimento, il pannello viene scavato ricavando un profilo della forma della fresa.
I primi modelli erano completamente manuali e molto pericolosi in quanto la fresa girava esposta e spesso i falegnami per disattenzione o stanchezza finivano con il toccarla con gravi conseguenze alle dita della mano. Attualmente sopravvivono in molti laboratori ed industrie ma il grosso della produzione viene solitamente affidato a macchine automatiche che fanno avanzare senza intervento umano il pezzo. Questo ha ridotto drasticamente gli incidenti. Attualmente si indica con toupie anche i motori inseriti in macchine bordatrici o scorniciatrici che hanno il compito di fresare o profilare un pannello.

## Galleria d'immagini

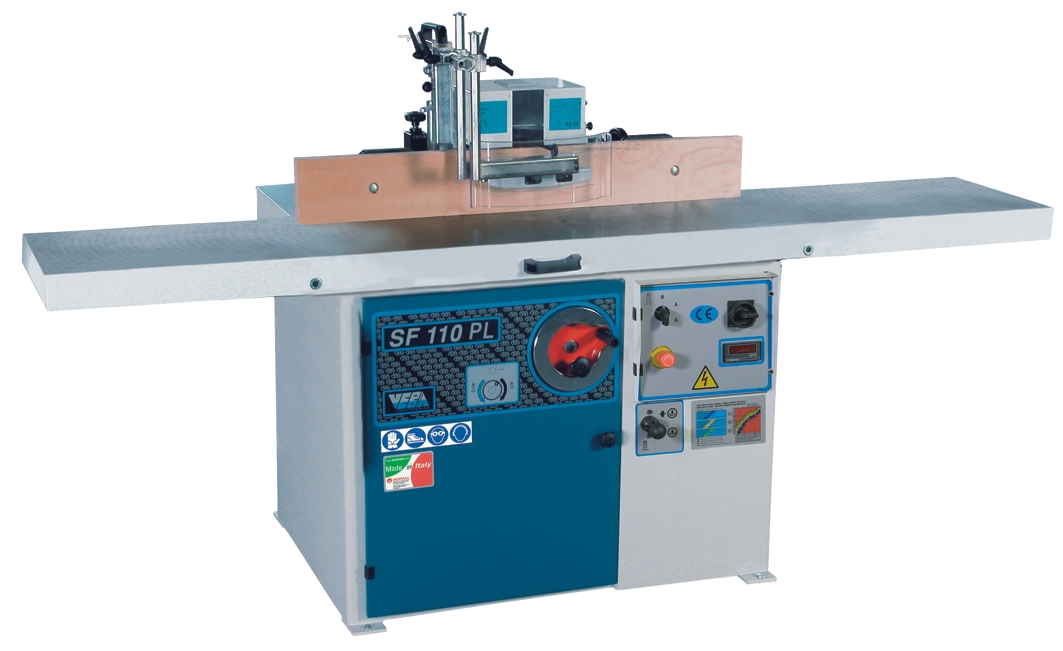
Toupie (Fresatrice verticale monoalbero)